# Олга Кирчева
Олга Атанасова Кирчева е българска актриса и сценаристка.

## Биография
Родена е през 1903 г. в София в семейството на актьора Атанас Кирчев и актрисата Елена Снежина. Завършва театрално изкуство във Виена. От 1925 г. играе в Народния театър.
Преподавател по художествено слово във ВИТИЗ „Кръстьо Сарафов“. Била е преводач и публицист.
Омъжва се за архитект Димитър Фингов. Дъщеря им Светла Фингова се занимава с киноизкуство.
Умира през 1978 г. в София.

## Роли

### Филмови участия
Участва във филмите „Росица“ (1944), „Празник“ (1955, в ролята на Клеопатра), „Прокурорът“ (1968, в ролята на Леля Мария), „Басейнът“ (1977).

### Театрални роли
- „Професията на г-жа Уорън“ – г-жа Уорън
- „Ромео и Жулиета“ – дойката
- „Жените на Нискавуори“ – старата Нискавуори
- „Майка Кураж и нейните деца“ – майка Кураж

ТВ театър
- „Азот“ (1974) (Рене де Обалдия)
- „… И компания“ (1971) (Йордан Радичков)
- „Разминаване“ (1970) (Камен Калчев)
- „Тънка нишка“ (1967) (Андрей Яковлев и Яков Наумов), 2 части
- „Камбаната“ – майката на Левски
- „Пушките на г-жа Карар“ – -г-жа Карар

## Награди и отличия
- Заслужил артист (1949)
- Народен артист (1963)
- Димитровска награда за ролята на (г-жа Уорън) в пиесата „Професията на г-жа Уорън“ и (Райна) в пиесата „Тревога“ (1950)

## Филмография
| Година | Филми и сериали                                | Серии | Копродукции                                  | Роля                         |
| ------ | ---------------------------------------------- | ----- | -------------------------------------------- | ---------------------------- |
| 1977   | Басейнът                                       |       |                                              |                              |
| 1976   | Чичовци                                        | 4     |                                              | госпожа Нимфидора            |
| 1976   | Чичовци                                        | 2     |                                              | госпожа Нимфидора            |
| 1968   | Прокурорът                                     |       |                                              | леля Мария, майката на Павел |
| 1965   | Заветът на инката – (Das Vermächtnis des Inka) |       | Италия / България / Франция / Перу / Испания | Пилар                        |
| 1955   | Празник                                        |       |                                              | майката Клеопатра            |
| 1944   | Росица – (незавършен)                          |       |                                              |                              |

- „Елена Снежина и Атанас Кирчев през очите на техните съвременници“ (1974, документален) – сценарист Олга Кирчева, режисьор Атанас Киряков